# Гребнев, Алексей Васильевич
Алексей Васильевич Гребнев — советский журналист и политический деятель.

## Биография
Родился в 1907 году в Москве. Член КПСС.
В 1925—1931 гг. — волостной организатор ликвидации неграмотности, заведующий фабричным клубом, директор сельскохозяйственного техникума в Бронницах.
В 1931—1938 гг. — главный редактор районной газеты «Бронницкий колхозник», главный редактор рязанской городской газеты «Ленинец», главный редактор рязанской областной газеты «Приокская правда»
В 1938—1946 гг. — главный редактор нижнеамурской областной газеты «Красный маяк», главный редактор хабаровской краевой газеты «Тихоокеанская звезда».
В 1946—1953 гг. — редактор отдела обзоров печати, ответственный секретарь газеты «Правда».
В 1953—1980 гг. — заместитель главного редактора «Известий».
Умер в 1980 году в Москве.

## Оценки
Вам никогда не приходилось с симпатией вспоминать о своем мучителе? Заместитель главного редактора «Известий» Алексей Васильевич Гребнев был именно таковым — стоял на страже! Защищал советскую власть даже от своих главных редакторов, а был недреманно заместителем при пяти редакторах подряд..

## Награды
- Орден Ленина (04.05.1972)
- Орден Октябрьской Революции (1977)
- Орден Трудового Красного Знамени (1967, 09.09.1971)